# Rezen Saddle
Rezen Saddle är ett bergspass i Antarktis. Det ligger i Sydshetlandsöarna. Argentina, Chile och Storbritannien gör anspråk på området. Rezen Saddle ligger 375 meter över havet.
Terrängen runt Rezen Saddle är kuperad åt nordväst, men åt sydost är den bergig. Trakten är glest befolkad. Närmaste befolkade plats är St. Kliment Ohridski Base, 4,1 kilometer väster om Rezen Saddle. 